# Mario Zorzi
Mario Zorzi (Mattarello, 23 luglio 1910 – Frascati, 17 febbraio 1944) è stato un tiratore a segno italiano.

## Biografia
Nato nel 1910 a Mattarello, in Trentino, a 22 anni partecipò ai Giochi olimpici di Los Angeles 1932 nella carabina 50 m a terra, arrivando 4º con 293 punti, sfiorando la medaglia di bronzo, persa agli shoot-off in favore dell'ungherese Zoltán Soós-Ruszka Hradetzky.
4 anni dopo prese parte di nuovo alle Olimpiadi, quelle di Berlino 1936, sempre nella carabina 50 m a terra, chiudendo 8º con 295 punti.
Morì a soli 33 anni, in un bombardamento a Frascati, in provincia di Roma, il 17 febbraio 1944, durante la guerra di liberazione, mentre si recava da un gruppo di partigiani per rifornirli e informarli. 
Nel 2013 è stata a lui intitolata la palestra di Mattarello, frazione di Trento, dove nacque. 